# عبد الله السبت
أَبُو مُعَاوِيَة عَبْدُ اَللَّهْ بْنْ خَلَفْ بْنْ عَبْدِ اَللَّهْ اَلسَّبْتَ (1948م - 7 سبتمبر 2012م) المعروف باسم عبدالله السبت هو فقيه ومفسر وداعية وعالم كويتي مسلم مجتهد من علماء أهل السنة والجماعة. 
يرجع نسبه إلى قبيلة بنو خالد (قبيلة)، وهو أحد مؤسسي الحركة السلفية في الكويت، ساهم في تأسيس جمعية إحياء التراث الإسلامي في دولة الكويت، كانت بداية دعوته إلى السلفية عام 1968م في مسجد العبدالجليل و ثم في منطقة الفيحاء بمسجد الإمام أحمد بن حنبل و مسجد القملاس في القادسية.

## نشره للمنهج السلفي
للشيخ جهود كبيرة في نشر دعوة التوحيد والمنهج السلفي في كثير من البلدان الإسلامية وغير الإسلامية. استفاد من الشيخ محمد الأشقر ولازمه مدة طويلة. كان للشيخ عبد الله الأثر الكبير في نشر الدعوة السلفية في الكويت، ومنها المساهمة بتأسيس جمعية إحياء التراث الإسلامي سنة 1982م، وإنشاء الدار السلفية لطباعة ونشر وتوزيع الكتب النافعة، وفي سنة 1996م انتقل إلى إمارة الشارقة بدولة الإمارات العربية المتحدة، وقد أنشأ دار الفتح فيها قبل ذلك سنة 1986م والتي تعنى بطباعة الكتب السلفية والأدبية النافعة، وكذلك مكتبة علمية خاصة يدعو ويدرس فيها طلبة العلم الوافدين إليه من الخارج مختلف فنون الشريعة كالتوحيد والفقه والعربية وغيرها. دعوة الشيخ هي الكتاب والسنة على فهم السلف الصالح، وقد تأثر بالأئمة الثلاثة: الألباني، ابن باز، ابن عثيمين.

## نتاجه الفكري
للشيخ العديد من الأشرطة السمعية والتي بلغت ما يزيد عن 400 مادة مسموعة، أما مؤلفاته فهي:
1. بغية القاصدين بتهذيب مدارج السالكين.
2. صلاة الجماعة.
3. الإسبال.
4. الرحمن على العرش استوى.
5. صوفيات شيخ الأزهر.
6. الطريق إلى وحدة المسلمين.
7. الأخطار الداخلية التي تهدد وحدة الأمة الإسلامية.
8. الخوارج فتنة العصر.
9. الشخصية المسلمة بين التميز والتحيز.
10. هوية المسلم بين الأصالة والتقليد.
11. المرأة المسلمة بين الأصالة والتقليد.
12. الأمة بين الآمال والواقع.
13. هذا بيان للناس.
14. بل هو الفرية.
15. خواطر دعوية.
16. همسات دعوية.
17. حكم العمل الجماعي.
18. دعوة للتأمل.
19. العواصم من تلبيس إبليس على المتعلم والعالم.
20. ضرورة التناصح بين الدعاة.

## وفاته
توفي ليلة الجمعة في إمارة الشارقة في السابع من سبتمتبر 2012 الموافق للتاسع عشر من شهر شوال 1433 هـ عن عمر يناهز 66 عاما.

## طالع أيضًَا
- عادل المطيرات
- محمد الحمود النجدي
- فيصل قزار
- عثمان الخميس
- عبد الله الألباني